# Leandro Paredes
Leandro Daniel Paredes (pronunție în spaniolă [leˈandɾo paˈɾeðes] ; n. 29 iunie 1994, San Justo, Buenos Aires, Buenos Aires, Argentina) este un fotbalist argentinian, care joacă pe post de mijlocaș la Roma în Serie A. Pe plan internațional, are prezențe la națională pentru Argentina U17⁠(d) și Argentina.

## Carieră

### Boca Juniors
Paredes și-a făcut debutul în campionat pentru Boca Juniors într-o înfrângere cu 2-0 în deplasare cu Argentinos Juniors pe 6 noiembrie 2010. Pe 29 ianuarie 2014, s-a alăturat echipei italiene din Serie A, Chievo Verona, pentru restul sezonului 2013-2014. 

### Roma
A fost dezvăluit că Roma a fost de acord să-l semneze pe Paredes sub formă de împrumut de la Boca Juniors pentru 4,5 milioane de euro, totuși romii au rămas fără cotă de înregistrare pentru fotbaliști extracomunitari. A fost semnat în schimb de Chievo. 
Pe 19 iulie 2014, Paredes s-a alăturat Romei într-un împrumut temporar, cu opțiune de cumpărare directă de la Boca Juniors.  Pe 27 septembrie 2014, Paredes și-a făcut debutul la Roma, intrând de pe banca de rezerve în repriza a doua în victoria cu 2-0 împotriva lui Hellas Verona.  Pe 8 februarie 2015, Paredes a marcat primul său gol cu Roma în victoria cu 2-1împotriva lui Cagliari.  În iunie 2015, Roma l-a semnat pe Paredes pentru 6,067 milioane de euro. 

### Zenit Sankt Petersburg
La 1 iulie 2017, Zenit a anunțat semnarea lui Paredes pe un contract de patru ani. Suma transferului a fost de 23 de milioane de euro, cu posibilitatea de încă 4 milioane de euro pentru diferite bonusuri.  

### Paris Saint-Germain
La 29 ianuarie 2019, Paris Saint-Germain a anunțat transferul lui Paredes pe un contract de patru ani și jumătate,  pentru o sumă inițială de 40 de milioane de euro, care ar putea crește la 47 de milioane de euro.   A marcat primul său gol pentru club într-o victorie cu 2-0 împotriva lui Pau în Cupa Franței pe 29 ianuarie 2020, la exact un an după ce a semnat pentru PSG, în timp ce purta banderola de căpitan. 
Pe 10 aprilie 2021, Paredes a marcat primul său gol în Ligue 1, printr-o lovitură liberă în victoria cu 4-1 împotriva Strasbourgului. 

#### Împrumut la Juventus
Pe 31 august 2022, Paredes s-a alăturat clubului italian Juventus din Serie A, cu un împrumut pe un sezon cu opțiune de cumpărare. 

## Carieră internațională
Pe 19 mai 2017, Paredes a primit prima convocare la naționala de seniori de către noul antrenor Jorge Sampaoli pentru amicalele Argentinei împotriva Braziliei și Republicii Singapore din iunie.  Și-a făcut debutul în meciul cu Singapore pe 13 iunie, ajutând Argentina să câștige cu 6-0 în deplasare reușind să înscrie primul său gol internațional. 
În mai 2018, a făcut parte din echipa preliminară de 35 de jucători a Argentinei pentru Cupa Mondială FIFA 2018 din Rusia , dar nu a reușit să facă parte din lista finală de 23.  Pe 21 mai 2019, Paredes a făcut parte din lotul de 23 de oameni a lui Lionel Scaloni pentru Copa América 2019.  În urma realizării Argentinei care a terminat pe locul al treilea, Paredes a fost inclus în „Cel mai bun XI” al turneului. 
În iunie 2021, a fost inclus în lotul final de 28 de oameni a lui Lionel Scaloni, pentru Copa America 2021.  În semifinalele competiției, Argentina a jucat împotriva Columbiei și, în cele din urmă, meciul s-a decis la loviturile de departajare, în care Paredes și-a transformat cu succes lovitura pentru a ajuta Argentina să ajungă în finală. 

## Viața personală
Paredes este de origine paraguayană prin mama sa.  Pe 2 septembrie 2020, a fost raportat că Paredes, împreună cu coechipierii de la PSG, Neymar și Ángel Di María, au fost testați pozitiv pentru COVID-19. Ziarul sportiv francez L'Équipe a spus că cei trei jucători ar fi plecat în vacanță la Ibiza. Drept urmare, au fost în carantină timp de o săptămână, iar restul jucătorilor și restul staff-ului au făcut teste de coronavirus în aceeași săptămână.  

## Palmares
Boca Juniors
- Prima Divizie a Argentinei: Apertura 2011
- Copa Argentina: 2011–12

Zenit Sankt Petersburg
- Prima Ligă Rusă: 2018–19

Paris Saint-Germain
- Liga 1: 2018–19, 2019–20, [29] 2021–22 [30]
- Cupa Franței: 2019–20, [31] 2020–21 [32]
- Coupe de la Ligue: 2019–20
- Trofeul Campionilor: 2019, [33] 2020, [34] 2022 [35]
- Vice-campion UEFA Champions League: 2019–20

Argentina
- Copa America: 2021 [36]
- CONMEBOL – Cupa Campionilor UEFA: 2022 [37]

Individual
- Echipa turneului Copa America: 2019 [38]